# Colonia Aquiles Córdoba Morán
Colonia Aquiles Córdoba Morán är en ort i Mexiko.   Den ligger i kommunen Hidalgo och delstaten Michoacán de Ocampo, i den södra delen av landet, 150 km väster om huvudstaden Mexico City. Colonia Aquiles Córdoba Morán ligger 2 137 meter över havet och antalet invånare är 1 255.
Terrängen runt Colonia Aquiles Córdoba Morán är kuperad. Runt Colonia Aquiles Córdoba Morán är det ganska tätbefolkat, med 93 invånare per kvadratkilometer. Närmaste större samhälle är Ciudad Hidalgo, 2,8 km sydväst om Colonia Aquiles Córdoba Morán. I omgivningarna runt Colonia Aquiles Córdoba Morán växer huvudsakligen savannskog.